# Amaro Ferreira Ramos
Amaro Ferreira Ramos (2a. sección del departamento de Artigas, 15 de enero de 1863 - 22 de julio de 1937, ciudad de Artigas) fue un político uruguayo.
Entre 1882 y 1884 fue juez de paz de la 1a. sección del departamento de Artigas. De 1884 a 1903 ejerció como procurador. En 1903 fue designado jefe político y de policía del departamento, cargo que ejerció hasta 1911. Durante la Revolución de 1904 comandó la División Artigas, compuesta por alrededor de 4000 hombres, que constituían la extrema vanguardia del Ejército del Norte.
El 7 de marzo de 1927 ingresó al Senado de la República, representando al departamento de Artigas hasta 1932.
Por reforma constitucional de ese año se estableció que la elección de los senadores se haría directamente por el pueblo, a mayoría simple de votantes, mediante el sistema de doble voto simultáneo. Ramos fue uno de los primeros senadores elegidos por ese sistema. Ingresó el 13 de marzo de 1933 y días después, el 31 de marzo, el presidente Gabriel Terra disolvió las cámaras. Fue también presidente de la Asamblea Representativa de Artigas, presidente de la Comisión Departamental de Instrucción Pública y en 1919, proclamado representante nacional por Artigas, declinó dicha proclamación.
Ejerció durante más de treinta años la presidencia de la junta electoral y de la junta económico-administrativa. A su iniciativa se fundó la Asociación Agropecuaria y de Industrias de Artigas, cuya presidencia ejerció. También presidió la Comisión de Colonias.
Durante muchos años tuvo el grado 33 del Gran Consejo Masónico del Uruguay, con el cargo de Gran Porta Estandarte del Supremo Consejo Masónico. 
Falleció en 1937 a los 74 años. Una calle de Artigas lleva su nombre.